# Peter Mensah
Peter Mensah (Accra, 27 augustus 1959) is een Ghanees-Brits acteur, die vooral bekend is geworden dankzij zijn rollen in
Tears of the Sun en 300. Meer recentelijk verkreeg hij bekendheid door zijn rol in de series Spartacus: Blood and Sand en Spartacus: Gods of the Arena.

## Biografie
Mensah werd geboren in Ghana. Hij kwam uit een academische familie. Zijn ouders stammen allebei af van de Ashanti. Zijn vader was monteur en zijn moeder schrijver. Op jonge leeftijd verhuisde hij met zijn familie naar Hertfordshire, Engeland.
Vanaf zijn zesde hield Mensah zich al bezig met martial arts. In 1995 begon hij met zijn acteercarrière. Hij maakte naam met films als 300, Hidalgo, Tears of the Sun, Jason X, Harvard Man en Bless the Child. Tevens trad hij op in de televisieseries Star Trek: Enterprise, Tracker, Witchblade, Blue Murder, Relic Hunter, Earth: Final Conflict, Highlander: The Raven en La Femme Nikita. Ten slotte leende hij zijn stem aan het computerspelpersonage Sgt. Zach Hammond in Dead Space
In 2000 emigreerde Mensah naar Canada, volgens eigen zeggen om meer van de wereld te zien.

## Filmografie

### Films
- 1998: The Long Island Incident als Hugh
- 2000: Bruiser als Skinhead
- 2000: The Golden Spiders: A Nero Wolfe Mystery als Mort Erwin
- 2000: Enslavement: The True Story Of Fanny Kemble als Quaka
- 2000: The Perfect Son als The Tall Gay Basher
- 2001: Harvard Man als Cyrill The Butler
- 2001: Jason X als Sgt.Brodski
- 2002: Triggerman als Boxer
- 2002: Conviction als T-Bone
- 2002: Cypher als Vault Security Guard
- 2003: Tears of the Sun als Terwase
- 2004: Hidalgo als Jaffa
- 2006: 300 als Persian Messenger
- 2006: The Seed
- 2008: The Incredible Hulk als General Joe Geller
- 2009: Avatar als Horse Clan Leader
- 2010: City Of Shoulders als Dr.Lucas Andreisherm
- 2010: Flynn als Special Forces Captain

### Televisie
- 1995: Nancy Drew als Simon (1 aflevering, Welcome to Callisto)
- 1997: Exhibit: A Secrets Of Forensic Science als Charles Ssenyonga (1 aflevering, Bad Blood)
- 1997: Once A Thief als Petrosians Assistant (1 aflevering, Macdaddy)
- 1998: La Femme Nikita als Taylor (1 aflevering, First Mission)
- 1998: F/X: The Series als Vincent (1 aflevering, Chiller)
- 1999: Highlander: The Raven als Raphael (1 aflevering, A Matter of Time)
- 1999: Earth: Final Conflict als Alan (1 aflevering, Emancipation)
- 2000: The City als Lang (1 aflevering, Gorky Parkette)
- 2000: Twich City als Gevangenisbewaker (1 aflevering, The Return of the Cat Food Killer)
- 2000: Relic Hunter als Witch Doctor (1 aflevering, Cross of Voodoo)
- 2001: Blue Murder als Marlon Anderson (2 afleveringen)
- 2001: A Nero Wolfe Mystery als Arthur (3 afleveringen)
- 2001-2002: Witchblade als Hecter 'moby' Mobius (2 afleveringen)
- 2002: Tracker als Marak (1 aflevering, Native Son)
- 2005: Star Trek: Enterprise als Daniel Greaves (2 afleveringen)
- 2008: Terminator: The Sarah Connor Chronicles als General Perry (2 afleveringen)
- 2010: Spartacus: Blood and Sand als Oenomaus 'Doctore' (13 afleveringen)
- 2011: Spartacus: Gods of the Arena
- 2012: Spartacus: Vengeance
- 2012: True Blood, seizoen 5 als Kibwe Akinjide  (8 afleveringen)
- 2015-: Sleepy Hollow als The Hidden One
- 2018: Agents of S.H.I.E.L.D. als Qovas (6 afleveringen)